# Ivan Delić
Ivan Delić (cirill írással: Иван Делић, Titograd, 1986. február 15.) montenegrói labdarúgó.
A 181 cm magas támadó középpályás 1996-ban kezdte el futballkarrierjét. A Buducnost Podgorica csapatában nevelkedett és ennek a csapatnak volt a tagja 2010 nyaráig. Ezalatt az idő alatt egy kitérőt tett: a 2004/2005-ös szezonban a Mladost Podgorica együttesét erősítette. 
2010 nyarán a cseh első osztályban szereplő FK Mladá Boleslav szerződtette. Rossz döntésnek bizonyult a váltás, hiszen a cseheknél nem sikerült bekerülnie a kezdőbe.
2011 tavaszán írt alá jelenlegi munkaadójához, a ZTE FC-hez, kontraktusa 2015. június 30-ig érvényes.
A középpályás eddig 4 alkalommal ölthette magára a montenegrói felnőttválogatott mezét.

## Mérkőzései a montenegrói válogatottban
| #  | Dátum              | Ellenfél  | Eredmény | Kiírás              | Esemény |
| -- | ------------------ | --------- | -------- | ------------------- | ------- |
| 1. | 2008. november 19. | Macedónia | 2 – 1    | barátságos mérkőzés | 80'     |
| 2. | 2010. március 3.   | Macedónia | 1 – 2    | barátságos mérkőzés | 83'     |

## Külső hivatkozások
- Hlsz.hu profil
- Profil a Budućnost Podgorica honlapján